# 阿用郷の鬼
阿用郷の鬼（あよのさとのおに）は、『出雲国風土記』大原郡阿用郷の条（郷名由来譚）に登場する一つ目人食いの鬼である。記述では、目一鬼（まひとつおに、めひとつのもの）と記されているが、鬼自体に名称はない。日本に現存する文献で確認できる最古の鬼の記述とされる。
阿用郷は島根県雲南市に阿用の地名が遺るように、阿用川流域から赤川南岸にかけて設けられていた。

## 記述

### 出雲国風土記

#### 阿用郷
阿用郷。大原郡の郡衙から東南に十三里八十歩の所に位置する。古老の言い伝えでは、昔、ある人がここで山田を耕作して（もしくは煙を立てて）守っていた。その時、目一つの鬼が来て、耕作をしていた人の男を食った。その男の父母は竹原の中に隠れ籠り身をひそめていたが、竹の葉がかすかに揺れ動いたため、それを見た鬼に食われている男は「動動（あよ、あよ）」と言った。だから阿欲と名付けられた。後に神亀三年（726年）に郷名を「阿用」と改めた。

## 考証
阿用郷の鬼については異種族人の身体的特徴を表現したもので、鍛冶の祖神が天目一箇神とされる事との関連を指摘する説があるが、鍛冶に携わる者を異能の民として、その業を畏怖すべき業と認知する風習があり、鍛冶職の職業病として、鍛造する際の炎を見続けることによって、片目を失明してしまう者が多かった事から一つ目を彼等の表象とし、後に天目一箇神に投影させたという研究者もいる（古代出雲国が、金属加工が盛んな地域だったことにもよる）。鬼が農民の男を食らう展開から、この物語に製鉄集団と農耕集団が対立していたという歴史的背景を想定する説がある。
一方、大原郡は製鉄との関連が近隣の郡に比べて認められないことから、大原郡の伝承は鉄産業とは直結しない山中の農耕に関する記事であるとして、阿用郷の鬼は中国での旱魃の神に似た農耕妨害の神であり、「煙を立てる」という行為を神への警戒を表していると見る説がある。また、『山海経』郭璞注には目が一つの者たちが住むという鬼の国の記事が載っており、漢籍の引用によって潤色されているのではないかと指摘されている。さらに、阿用郷の鬼自体に鉄を生産する人々との関連性を見いだせなくとも、『播磨国風土記』託賀郡の記事から、農具の技術を向上させた鉄に関わる神＝開墾での豊穣の神と見られる天目一命と、阿用郷の鬼は同系統に連なる神であり、食われた男は農耕儀礼における神への供儀となる子だとする説もある。
男の父母が竹原に身を隠したという記述に関しては、竹の持つ再生力に神聖性を感じ取り、竹原を守られている空間と捉えていたことを示しているのではないかと論じられている。
一つ目小僧やからかさ小僧など、近世期に登場する多くの一つ目妖怪は、脅かすだけの人畜無害のものが多い中、一つ目人食いの怪物の伝承として、のうまという妖怪がおり、その伝承地は雲南市阿用と地理的には近く、古い伝承と見られる。
地名学の観点からは、楠原佑介は、アヨはアユ・アヤに通じ、「落ちる、動揺する」の意味の語であることから「崖地、崩壊地」の称であろうとし、目一つ鬼の伝説は地すべりを示唆しているとも理解できるとする。

## 備考
- 地名起源説話 - 揺れ動くことを古語で「あよぐ」と言った[注 7]が、ここでは竹の葉のあよぎとそれを見た男の嘆声（あよ）を掛け、それを地名の起源としている。
- 鬼の性別は文法上からは不明。 記紀以降の鬼は身体の部分的な特徴のみ記述されるか、もしくは性別に触れておらず、明確に判断できる鬼は『今昔物語集』に登場する羅刹女や女に化けて出る鬼が初出である[7]。
- 2月8日と12月8日をかつて「事八日（ことようか）」と言ったが、この日に一つ目の鬼が来るという伝承があり、目一鬼に備えて、竹竿の先に目籠とヒイラギの枝をつけて軒先に飾る習慣があったとされる。これは邪視を除けるためのまじないとも考えられている[8]（妖怪箕借り婆と共通する伝承）。